# Yan Diomande
Yan Diomande (* 14. November 2006 in Abidjan) ist ein ivorischer Fußballspieler, der als Flügelspieler beim Bundesliga-Verein RB Leipzig spielt.

## Laufbahn

### Verein

#### Jugend
Diomande wurde in Abidjan geboren, zog in jungen Jahren in die Vereinigten Staaten und trat 2022 der DME Academy in Daytona Beach, Florida bei, nachdem er für die Boys High School Soccer der Yulee Hornets gespielt hatte. Diomande half dem AS Frenzi (dem Partnerteam der DME Academy), die Premier Division der United Premier Soccer League 2023 zu gewinnen und machte mit guten Leistungen auf sich Aufmerksam. Im Oktober 2023 absolvierte Diomande schließlich ein Probetraining bei den Glasgow Rangers.

#### CD Leganés
Am 27. November 2024 einigte sich Diomande auf einen Vertrag mit dem spanischen Verein CD Leganés und wechselte im Januar offiziell zu diesem Verein. Anfänglich in der B-Mannschaft in der fünftklassigen Tercera Federación eingesetzt, wurde er schließlich im Verlauf der Saison in die erste Mannschaft befördert. Sein Debüt in der Primera División erfolgte am 29. März 2025, als er bei einer 2:3-Auswärtsniederlage gegen Real Madrid als Einwechselspieler zum Einsatz kam. Diomande erzielte sein erstes Profitor am 11. Mai 2025, als er den zweiten Treffer seiner Mannschaft beim 3:2-Heimsieg gegen RCD Espanyol erzielte. Im Saisonendspurt kam Diomande regelmäßig zum Einsatz, wobei er einen weiteren Treffer beim 3:0-Heimsieg gegen Real Valladolid am 38. Spieltag erzielte, der den Abstieg von Leganés in die Segunda División allerdings nicht verhindern konnte.

#### RB Leipzig
Am 16. Juli 2025 unterzeichnete Diomande einen Fünfjahresvertrag beim Bundesliga-Verein RB Leipzig, nachdem der Verein seine Ausstiegsklausel aktiviert hatte.

### Nationalmannschaft
Als Jugendnationalspieler der Elfenbeinküste absolvierte er Spiele für die U17 und U23-Auswahlmannschaften seines Geburtslandes.

## Spielweise
Diomande gilt als schneller, physisch starker und dribbelstarker Spieler. Er kommt auf der linken Außenbahn zum Einsatz.